# القوات المسلحة المنغولية
القوات المسلحة المنغولية وهي القوات المسلحة الرسمية التي تحمي دولة منغوليا وتخضع لأمر رئيس الجمهورية المنغولي وتتألف القوات من قوة الغرض العامة المنغولية ومن القوات الجوية المنغولية ولا تملك منغوليا قوات بحرية لأنها دولة مغلقة لا تطل على البحر وعدد القوات المنغولية حاليا 30,829 جندي و 29,648 جندية.